# The Monument Mythos
The Monument Mythos ist eine YouTube-Horror-Webserie von Alex Casanas, die in einer paranormalen Alternativweltgeschichte spielt und vermeintlich grausame Geheimnisse hinter bedeutenden Monumenten und Wahrzeichen in Amerika und darüber hinaus aufzeigt. Die Episoden nutzen analogen Horror, Found Footage und Mockumentary-Formate, um die fiktiven US-Präsidentschaften von J.D. Rockefeller, James Dean und Al Gore sowie verschiedene fiktive Verschwörungstheorien und unerklärliche Ereignisse darzustellen. Die Debütfolge „LibertyLurker“ (in Großbuchstaben) erschien im September 2020 und zeigte ein riesiges, fleischfressendes Tier im Sockel der Freiheitsstatue. Weitere Themen waren Mount Rushmore oder Alcatraz Island, die von alternativen Realitäten oder Lovecraft-artigen Wesenheiten beeinflusst werden. Es wurden drei Staffeln mit jeweils elf Folgen produziert. Die Serie lief vom 26. August 2020 bis zum 30. April 2023. Die Handlung war bereits vor der Veröffentlichung vollständig geschrieben, doch im Mai 2021 begann der Autor, Änderungen daran vorzunehmen. Die Produktion der Serie umfasste Originalmusik und Originalsprecher.
Eine Spin-off-Serie mit dem Titel The Nixonverse, die in einer Zeitlinie spielt, in der der ehemalige US-Präsident Richard Nixon zu einem Gott wurde, lief vom 14. Mai bis 13. August 2022. Ein Kompilationsfilm, The Absolute Nixonverse, der neue Abschnitte hinzufügte und bestimmte Abschnitte aus der Originalserie entfernte, wurde am 1. Oktober 2023 auf dem YouTube-Kanal von Dwight Comics veröffentlicht.
Eine zweite Spin-off-Serie mit dem Titel The Trinity Desk Project (später umbenannt in The American Anatomy), die im „Deanverse“ der ersten beiden Staffeln spielt, lief vom 29. August bis zum 1. November 2022. Die Serie konzentrierte sich auf den titelgebenden fiktiven Ableger des Manhattan-Projekts, das die ersten unsichtbaren Objekte schuf, zusammen mit einem unsichtbaren Wesen, bekannt als „Other Oppenheimer“ oder „The Croatoan“. Zu den Nebenhandlungen der Serie gehören eine „Front Row“, die dazu verwendet wird, Menschen bei NASA-Starts zu verbrennen, und Wesen, die als „DOCtors“ (Defenders of the Organic Curtain) bekannt sind. Die Serie wurde später zu einer Episode der nächsten Spin-off-Serie The Modern Day zusammengefasst und in diese aufgenommen.
Eine dritte Spin-off-Serie mit dem Titel The Modern Day, die in einer alternativen Zeitlinie spielt, in der der englische Schauspieler Robert Pattinson die US-Präsidentschaftswahlen 2024 gewann, lief vom 1. September 2023 bis zum 29. Februar 2024, wobei mehrere Episoden nicht in der richtigen Reihenfolge veröffentlicht wurden. Die Serie behandelte politische Themen viel direkter als ihre Schwesterserie, darunter Kritik an mehreren politischen Kandidaten, die politische und soziale Spaltung durch das Zweiparteiensystem der Vereinigten Staaten und die Gefahren von Atomwaffen. Die Serie wurde schließlich aus persönlichen Gründen von Casanas' YouTube-Kanal entfernt.
Eine separate Serie von Casanas, Alternate American Folklore, deren Ausstrahlung am 4. Oktober 2024 begann und noch läuft, enthält mehrere Elemente aus dem Monument-Mythos, jedoch auch viele Widersprüche zu etablierten Handlungspunkten, was möglicherweise darauf hindeutet, dass sie in einer alternativen Realität spielt.

## Handlung
Die meisten Episoden bestehen aus Mockumentary-Material zu einem bestimmten Thema, wie dem Washington Monument, dem Lincoln Memorial, den ägyptischen Pyramiden oder der Strandung der Ever Given Suez. Im Verlauf der Erzählung weichen sie zunehmend von der realen Geschichte ab. Wiederkehrende Elemente, die die Episoden miteinander verbinden, sind „Special Trees“, extradimensionale Organismen, die Paralleluniversen verbinden können; „Giza Glass“, ein extrem scharfes Material, das Menschen enthaupten oder zerstückeln kann, ohne sie zu töten; Maize, ein riesiges Technologiemonopol analog zu Apple Inc.; und ein empfindungsfähiger und gewalttätiger Freedom, bewaffnet mit einem Schwert aus Giza Glass. Zu den Informationsquellen im Universum zählen das unabhängige New Delaware Journal, ein Online-Videokanal namens Doctor Disturbing und Maizes Social-Media-Plattform „TWTTR“.
Präsident Rockefeller ist unbeabsichtigt für einen alternativen Weltkrieg gegen Deutschland verantwortlich, nachdem er ihnen erlaubt hatte, Freedoms Opfer zum Antrieb einer alternativen Version von Zeppelinen zu verwenden. Die Luftflotte wird nur durch eine Energiewaffe aus Gizeh-Glas besiegt, die die anwesenden amerikanischen Soldaten unbeabsichtigt verdampft und sie später zu einer Figur mit dem Spitznamen „Air Force One Angel“ verschmelzen lässt. James Dean überlebt seinen Autounfall und geht als progressiver Kriegsgegner in die Politik. Er vereitelt Nixons Wiederwahlkampagne haushoch, da er offenbar in der Lage ist, die Bürger beim geringsten Anlass in einen Unterstützungsrausch zu versetzen. Amerika wird unter Dean von brutalen inländischen Terroranschlägen seiner Gegner heimgesucht, die sich in der rechtsextremen und christlich-fundamentalistischen Anti-Dean-Vereinigung zusammenschließen. Die ADA reorganisiert sich anschließend mit dem Aufkommen der „TWTTR-Machines“ zur Anti-Device Association und später zu den Advocates for a Divided America, nachdem die angrenzenden Staaten zu den „Zonen“ Alcatraz, Rushmore und Washington vereinigt wurden, um paranormale Phänomene besser einzudämmen.
Zu den fiktiven Charakteren gehört die Familie Arnoldson, eine Familie von Dissidenten und Hobbydetektiven, insbesondere eine gewisse Virginia Arnoldson, die mit einem Double aus einem Paralleluniversum tauscht, nachdem sie anstelle des Weihnachtsbaums des Rockefeller Centers auf einen besonderen Baum gestoßen ist.
In der vorletzten Folge wird der Liberty Lurker einem alternativen George Washington vorgestellt, der entstellt und zu einem kosmischen Wesen namens „Gehörnte Schlange“ mutiert ist. Das Finale besteht aus mehreren Abschnitten: Eine letzte Sendung des NDJ-Herausgebers, bei der es sich um Virginias Ehemann Lennard handelt. Er behauptet, der bakterienähnliche Organismus, der ehemals in der Alcatraz-Zone gefangen gehalten wurde, habe ganz Amerika über Nacht verschlungen und durch ein perfektes Simulakrum auf molekularer Ebene ersetzt. Der Engel zerstört die ADA, nachdem diese versucht hat, sie als Waffe einzusetzen, was die US-Regierung dazu veranlasst, sie in einen Kampf mit Freedom zu treiben. Ihre Begegnung zerstört stattdessen die Erde und setzt die Gehörnte Schlange in der von der ADA prophezeiten „Großen Spaltung“ frei, als die Realität zusammenbricht. Überlebende Menschen werden entweder von der Schlange absorbiert oder in zweidimensionale „Cornerfolk“ verwandelt, die in der Lage sind, das Multiversum zu durchqueren.

### Nixonverse
Die Große Teilung eröffnet Zugang zu einer anderen Zeitlinie, die der realen Geschichte viel näher kommt – mit der Ausnahme, dass die Menschheit im Laufe des 20. Jahrhunderts einem Superheldentrio begegnet: dem D-Day-Ritter, dem letzten Sohn von Alcatraz und der Königin der Lunarier. Ed Dwight wird für die Apollo-Mondlandungen ausgewählt und ist einer der Ersten, der den außerirdischen Lunariern begegnet.
Der letzte Sohn greift in den Koreakrieg ein, um die USA aufzuhalten, wird jedoch besiegt und bei einem Atombombenangriff gefangen genommen. Die Regierung benutzt ein lunarisches Auge, um ihn einer Gehirnwäsche zu unterziehen und ihn glauben zu lassen, er sei Jesus Christus. Stattdessen beteiligt er sich an den US-Gräueltaten im Vietnamkrieg. Nach dem Krieg entzieht er sich ihrem Einfluss und versucht, eine neue, friedliche Identität als Haus im Ozean aufzubauen. Stattdessen wird er von den Lunariern angegriffen und in ein Wesen namens Crescent King verwandelt, um ihre Invasion der Erde anzuführen. Der D-Day-Ritter wird aus seinem Versteck geholt, um sie zu bekämpfen, und beginnt, sich an sein Leben im scheinbaren Monument-Mythos-Universum zu erinnern. Dwight begegnet Nixon auf dem Mond. Dieser bestätigt, dass er aus der James-Dean-Zeitlinie stammt, nachdem er sich von der Gehörnten Schlange getrennt hatte und gottgleiche Kräfte erlangt hatte. Er erschuf die Superhelden, um zu testen, wie die Richard-Nixon-Zeitlinie auf ein Wesen seiner Macht reagieren würde. Die Königin bietet dem D-Day-Ritter an, der Prinz der Lunarier zu werden, doch er lehnt ab und nutzt die letzte „Alcatraz-Angelegenheit“, um die Lunarier zu vernichten. Nixon akzeptiert, dass er anschließend sowohl sich selbst als auch den Crescent King auslöschen muss, um die korrekte Zeitlinie wiederherzustellen. Ein letzter Monolog enthüllt, dass das Nixonverse die reale Welt ist, nachdem Nixon alle vier Superwesen als fiktive Charaktere umgeschrieben hat. Dwight bleibt auf der Erde, um als Künstler seine eigenen „Denkmäler“ zu schaffen.

## Rezeption
Nestor Kok vom F Newsmagazine beschrieb die Serie 2022 positiv und schrieb: „Es gibt kaum eine analoge Horrorserie, geschweige denn eine YouTube-Webserie irgendeines Genres, die dem Umfang und dem Anspruch von „The Monument Mythos“ nahe kommt.“ Laut Joe Hoeffner von Collider gehörte die Serie 2023 neben Local 58, Gemini Home Entertainment und The Mandela Catalogue zu den beliebtesten Beiträgen des Genres, die alle „immer ausgefeiltere Hintergrundgeschichten und Mythologien haben, die normalerweise jeweils ein kryptisches Stück auf einmal aufteilen“; er hob jedoch The Monument Mythos als besonders fesselnd für seine narrativen Rätsel hervor. Gleichzeitig bemerkte er, dass der Ansatz Gefahr laufe, klischeehaft zu werden. Tilly Lawton von Pocket Tactics klassifizierte die Serie als eine Art Alternate Reality Game, wenn auch eines mit einer „[Erzählung], die sich unabhängig von der Spielerbeteiligung [nicht] ändert“ (unter Verwendung des neuartigen Begriffs „Unfiction“). Laut dem Autor versammelte sich im Jahr 2022 eine Community von Anhängern auf dem Discord-Server der Serie, wo verschiedene thematische Events organisiert wurden.